# Daniela Egger
Daniela Egger (* 1967 in Hohenems) ist eine österreichische Schriftstellerin.

## Leben
Daniela Egger ist Absolventin der Modeschule Hetzendorf in Wien und Stipendiatin der Drehbuchwerkstatt München an der dortigen Hochschule für Fernsehen und Film. Sie flog 5 Jahre als Flugbegleiterin auf dem Privatflugzeug eines arabischen Scheichs um die Welt und verarbeitete ihre dortigen Erlebnisse in dem Erzählband „Der Steward hätte die Tür nicht öffnen dürfen“.
Bis 2017 war Egger Mitherausgeberin der österreichischen Literaturzeitschrift miromente.
Darüber hinaus schreibt Egger Drehbücher, Theaterstücke, Hörspiele und Erzählungen.

## Auszeichnungen
- Rauriser Förderungspreis für das Hörspiel Die Agentinnen, (Co-Autor Wolfgang Hermann), 2000[2]
- Dritter Preis des Dramatikerwettbewerbs der Akademie Graz für das Theaterstück Schröder, 2000[3]
- ORF Preis für Film- und Fernsehgerechte Stoffe für das Drehbuch World wide violence im Rahmen des Carl Mayer Drehbuchwettbewerbes, Diagonale Graz 2002[4]

## Werk

### Texte
- Austern im Schnee und andere Sommergeschichten: Eine literarische Landkarte von Lech und Zürs. (Herausgeberin, Autorin) Bucher Verlag, 2008, ISBN 978-3902612601.
- Ein Samurai am Kriegerhorn: Sagen entlang des Grünen Rings. unartproduktion, 2010, ISBN 978-3901325656.
- Der Steward hätte die Tür nicht öffnen dürfen. unartproduktion, 2011, ISBN 978-3901325724.
- Die Nacht des Kaisers, 2019, in: miromente #57 (Erzählung).

### Hörspiele
- Schröder, ORF-ST (1998)[5]
- Die Agentinnen, ORF, Co-Autor Wolfgang Hermann (2000)[6]
- www.moses.at, ORF Steiermark, Co-Autor Wolfgang Hermann (2000)[7]
- Schamanen-Simulation, SWR Baden-Baden, Co-Autor Wolfgang Hermann (2001)[8]